# Rejon kiżyngiński
Rejon kiżyngiński (ros. Кижингинский район; bur. Хэжэнгын аймаг) – rejon w azjatyckiej części Rosji, wchodzący w skład Republiki Buriacji. Stolicą rejonu jest Kiżinga. Rejon został utworzony w 1940 roku.

## Położenie
Rejon zajmuje powierzchnię 7 871 km². Położony jest w południowej części Republiki Buriacji, przy granicy z Krajem Zabajkalskim. Większość rejonu zajmują obszary wyżynne i górskie ze średnią wysokością przekraczającą 700 m n.p.m.

## Ludność
Rejon zamieszkany jest przez 18 877 osób (2006 r.). Średnia gęstość zaludnienia w rejonie wynosi 2,4 os./km².

## Podział administracyjny
Rejon podzielony jest na 9 wiejskich osiedli. Na terenie rejonu znajduje się 21 skupisk ludności.
| Nazwa osiedla wiejskiego                                       | Ośrodki administracyjne         |
| -------------------------------------------------------------- | ------------------------------- |
| Wierchniekiżinginskoje (Верхнекижингинское сельское поселение) | Zdermeg (Эдэрмэг)               |
| Wierchniekodunskoje (Верхнекодунское сельское поселение)       | Czesan (Чесан)                  |
| Kiżinginskoje (Кижингинское сельское поселение)                | Kiżinga (Кижинга)               |
| Mogsochonskoje(Могсохонское сельское поселение)                | Mogsochon (Могсохон)            |
| Niżniekondunskoje (Нижнекодунское сельское поселение)          | Ust-Orot (Усть-Орот)            |
| Nowokiżinginskoje (Новокижингинское сельское поселение)        | Nowokiżinginsk (Новокижингинск) |
| Sriedniekonsunskoje (Среднекодунское сельское поселение)       | Ułzyte (Улзытэ)                 |
| Sułcharinskoje (Сулхаринское сельское поселение)               | Sułchara (Сулхара)              |
| Cziesanskoje (Чесанское сельское поселение)                    | Zagustaj (Загустай)             |